# Kirsche (Heraldik)

Wappen des Acherner Stadtteils Mösbach

Ähnlich in Nuglar-St. Pantaleon

Die Kirsche ist in der Heraldik eine nicht häufig genutzte Wappenfigur.
Dargestellt im Schild oder Feld wird die reife Frucht des Kirschbaumes mit Stiel und oft auch noch mit anhaftendem Laubblatt und Zweigstück. Ist letzteres vorhanden, wird die Figur mit Kirschzweig beschrieben. Die Farbgebung ist vorrangig Rot, andere Farben oder Metalle sind seltener anzutreffen. Beliebt ist die Anordnung von zwei oder drei an den Stielen noch zusammenhängenden Früchten in der natürlichen Lage (wie am Baum hängend) oder sie werden aus dem Wappenzentrum im Dreipass gestellt. Mehrere Zwillinge oder Drillinge können balken- oder pfahlweise gestellt werden. Eine Darstellung mit anderen Wappenfiguren ist möglich.
Die Kirsche kann auch am Baum hängend im Wappen sein, hier meistens dann in einer Darstellung mit einer großen Anzahl. Wird der Kirschbaum blühend dargestellt, ist die Blasonierung schwieriger, da kein eindeutiges Merkmal die Beschreibungssicherheit gibt.